# Kossa (Kama)
Die Kossa (russisch Коса́, Komi Кӧсва) ist ein 267 km langer rechter Nebenfluss der Kama in der russischen Region Perm.
Die Kossa entspringt in den Kamahöhen. Sie fließt im Oberlauf überwiegend in östlicher Richtung, wendet sich dann aber nach Nordnordost, bevor sie bei Ust-Kossa in die Kama mündet. Sie weist zahlreiche Mäander auf. Zwischen Ende Oktober und Anfang Mai ist der Fluss eisbedeckt. 43 km oberhalb der Mündung beträgt der mittlere Abfluss der Kossa bei 40 m³/s. Sie entwässert ein 10300 km² großes Areal.
Der Flussname leitet sich von den Komi-Permjakischen Begriffen kös („trocken“) und va („Wasser“) ab.